# Meridià 160 a l'est
El meridià 160 a l'est de Greenwich és una línia de longitud que s'estén des del pol Nord travessant l'oceà Àrtic, Àsia, Oceania l'oceà Índic, l'oceà Antàrtic, Australàsia i l'Antàrtida fins al pol Sud.
El meridià 160 a l'est forma un cercle màxim amb el meridià 20 a l'oest. Com tots els altres meridians, la seva longitud correspon a una semicircumferència terrestre, uns 20.003,932 km. Al nivell de l'Equador, és a una distància del meridià de Greenwich de 17.811 km.

## De Pol a Pol
Començant en el pol Nord i dirigint-se cap al pol Sud, aquest meridià travessa:
| Coordenades                               | País, territori o mar    | Notes |
| ----------------------------------------- | ------------------------ | --- |
| 90° 0′ N, 160° 0′ E / 90.000°N,160.000°E  | Oceà Àrtic               | |
| 76° 20′ N, 160° 0′ E / 76.333°N,160.000°E | Mar de Sibèria Oriental  | |
| 70° 20′ N, 160° 0′ E / 70.333°N,160.000°E | Rússia                   | Sakhà |
| 70° 9′ N, 160° 0′ E / 70.150°N,160.000°E  | Mar de Sibèria Oriental  | |
| 69° 45′ N, 160° 0′ E / 69.750°N,160.000°E | Rússia                   | Sakhà Districte autònom de Txukotka — des de 68° 15′ N, 160° 0′ E / 68.250°N,160.000°E Óblast de Magadan — des de 65° 31′ N, 160° 0′ E / 65.517°N,160.000°E                                 |
| 61° 47′ N, 160° 0′ E / 61.783°N,160.000°E | Mar d'Okhotsk            | Golf de Xélikhov |
| 61° 22′ N, 160° 0′ E / 61.367°N,160.000°E | Rússia                   | Óblast de Magadan |
| 60° 57′ N, 160° 0′ E / 60.950°N,160.000°E | Mar d'Okhotsk            | Golf de Xélikhov |
| 59° 11′ N, 160° 0′ E / 59.183°N,160.000°E | Rússia                   | Krai de Kamtxatka — Península de Kamtxatka |
| 54° 7′ N, 160° 0′ E / 54.117°N,160.000°E  | Oceà Pacífic             | |
| 53° 15′ N, 160° 0′ E / 53.250°N,160.000°E | Rússia                   | Krai de Kamtxatka — Península de Kamtxatka |
| 53° 6′ N, 160° 0′ E / 53.100°N,160.000°E  | Oceà Pacífic             | Passa a l'est de l'atol Mokil, Micronèsia (a 6° 42′ N, 159° 46′ E / 6.700°N,159.767°E) · Passa a l'est de l'illa de Santa Isabel, Illes Salomó (a 8° 33′ S, 159° 54′ E / 8.550°S,159.900°E) |
| 8° 53′ S, 160° 0′ E / 8.883°S,160.000°E   | Illes Salomó             | Illes Nggela |
| 8° 55′ S, 160° 0′ E / 8.917°S,160.000°E   | Estret del Fons de Ferro | |
| 9° 25′ S, 160° 0′ E / 9.417°S,160.000°E   | Illes Salomó             | Illa de Guadalcanal |
| 9° 49′ S, 160° 0′ E / 9.817°S,160.000°E   | Mar de Salomó            | |
| 11° 28′ S, 160° 0′ E / 11.467°S,160.000°E | Illes Salomó             | Illa de Rennell |
| 11° 35′ S, 160° 0′ E / 11.583°S,160.000°E | Mar del Corall           | |
| 29° 9′ S, 160° 0′ E / 29.150°S,160.000°E  | Oceà Pacífic             | |
| 60° 0′ S, 160° 0′ E / 60.000°S,160.000°E  | Oceà Antàrtic            | |
| 69° 44′ S, 160° 0′ E / 69.733°S,160.000°E | Antàrtida                | Frontera entre el Territori Antàrtic Australià, reclamat per Austràlia i la Dependència de Ross, reclamat per Nova Zelanda                                                                  |